# 공주우체국
공주우체국은 충청남도 공주시 전역을 관할하는 충청지방우정청 소속의 우체국이다.

## 기본 정보
- 우편번호: 314-100
- 주소: 충청남도 공주시 우체국길 15

## 연혁
- 1896년 2월 16일: 공주우체국 개국
- 1906년 12월 21일: 공주우편국으로 개칭
- 1949년 8월 13일: 공주우체국으로 개칭
- 1971년 12월 6일: 체신부령 제48조에 의거 서기관국으로 직제 개편
- 1983년 12월 3일: 사무관국으로 조정
- 1984년 1월 1일: 전화업무를 한국통신에 이관
- 1990년 12월 30일: 대통령령 제13228호에 의거 서기관국으로 승격
- 2001년 12월 26일: 마곡사우편취급소를 공주시 사곡면 운암리 567에서 사곡면 운암리 728-3으로 이전[1]
- 2014년 7월 4일: 공주교육대학교우체국 폐국[2]
- 2014년 7월 7일: 공주교육대학교우편취급국 개국[2]
- 2014년 12월 31일: 공주대학교우체국, 동학사우체국 폐국[3]
- 2015년 1월 5일: 공주대학교우편취급국 개국[4]
- 2015년 7월 20일: 우편구역을 다음과 같이 고시[5]

| 배달국     | 배달구역                                                                     | 구역번호                    |
| ---------- | ---------------------------------------------------------------------------- | --------------------------- |
| 공주우체국 | 공주시 동 전체, 계룡면 · 반포면 · 우성면 · 이인면 · 의당면 · 정안면 · 탄천면 | 32509 ~ 32519 32527 ~ 32626 |
| 유구우체국 | 유구읍 · 사곡면 · 신풍면                                                     | 32500 ~ 32508 32520 ~ 32526 |

## 관할 우체국
| 우체국명                 | 주소                                             | 비고                           |
| ------------------------ | ------------------------------------------------ | ------------------------------ |
| 공주계룡우체국           | 충청남도 공주시 계룡면 영규대사로 497-1 (월암리) |                                |
| 공주교육대학교우체국     | 충청남도 공주시 웅진로 27                        | 2014년 7월 4일 폐국            |
| 공주교육대학교우편취급국 | 충청남도 공주시 웅진로 27 (봉황동)               | 2014년 7월 7일 신설            |
| 공주대학교우체국         | 충청남도 공주시 공주대학로 56 (신관동)           | 2014년 12월 31일 폐국          |
| 공주대학교우편취급국     | 충청남도 공주시 공주대학로 56 (신관동)           | 2015년 1월 5일 신설            |
| 공주신관동우체국         | 충청남도 공주시 관골1길 34-17 (신관동)           |                                |
| 공주정안우체국           | 충청남도 공주시 정안면 광정장터길 7 (광정리)     |                                |
| 동학사우체국             | 충청남도 공주시 반포면 동학사1로 275             | 2014년 12월 31일 폐국          |
| 마곡사우편취급국         | 충청남도 공주시 사곡면 마곡상가길 10-3 (운암리)  | 2001년 12월 26일 현위치로 이전 |
| 반포우체국               | 충청남도 공주시 반포면 반포초교길 27-1 (공암리)  |                                |
| 사곡우체국               | 충청남도 공주시 사곡면 산넘어길 6-1 (호계리)     |                                |
| 신풍우체국               | 충청남도 공주시 신풍면 신풍길 82 (산정리)        |                                |
| 우성우체국               | 충청남도 공주시 우성면 동대리길 63-1 (동대리)    |                                |
| 유구우체국               | 충청남도 공주시 유구읍 중앙1길 109 (석남리)      |                                |
| 의당우체국               | 충청남도 공주시 의당면 의당로 316 (청룡리)       |                                |
| 이인우체국               | 충청남도 공주시 이인면 검바위로 230 (이인리)     |                                |
| 탄천우체국               | 충청남도 공주시 탄천면 통산로 173 (삼각리)       |                                |

## 조직
- 우편물류과
  - 집배실
    - 샛별팀
    - 신바람팀
    - 번개팀
    - 스피드팀
- 지원과
- 영업과
  - 고객지원실
- 경영지도실